# Desperate Fight Records
Desperate Fight Records är ett skivbolag, bildat 1994, som var aktivt under 1990-talet. Skivbolaget var centrerat kring Umeå och drevs av bland andra Dennis Lyxzén från Refused som idag driver Ny våg Records. Bolaget gav ut skivor inom Straight edge-hardcoregenren och var en del av Birdnest Records.
Bland släppen finns band som Abhinanda, Purusam, Shield, Final Exit, Step Forward, Doughnuts, Separation, Saidiwas och Plastic Pride. De gav även ut samlingsskivorna Straight Edge As Fuck I, II och III.

## Diskografi
DFR#1: Abhinanda - Darkness of Ignorance

DFR#2: Straight Edge as Fuck I (samlingsskiva)

DFR#3: Doughnuts - Equalize Nature

DFR#4: Abhinanda - Senseless

DFR#5: Shield - Build Me Up... Melt Me Down...

DFR#6: Final Exit - Teg

DFR#7: Purusam - Outbound

DFR#8: Abhinanda - Neverending Well of Bliss

DFR#9: Straight Edge as Fuck II (samlingsskiva) 

DFR#10: Shield - Vampiresongs

DFR#11: Separation - 5th Song

DFR#12: Saidiwas - Saidiwas

DFR#13: Purusam - The Way of the Dying Race

DFR#14: Step Forward - It Did Make a Difference

DFR#15: Final Exit - Umeå

DFR#16: Abhinanda - Abhinanda

DFR#17: Saidiwas - All Punk Cons

DFR#18: Straight Edge as Fuck III (samlingsskiva)

DFR#19: Separation - Separation

DFR#20: Plastic Pride - Daredevil I Lost

DFR#21: Purusam - Daybreak Chronicles

DFR#22: Plastic Pride - No Hot Ashes

DFR#23: Abhinanda - The Rumble